# Walnut Ridge
Walnut Ridge er en amerikansk by og administrativt centrum for det amerikanske county Lawrence County i staten Arkansas. I 2000 havde byen et indbyggertal på 4.925.
36°04′21″N 90°57′25″V / 36.0725°N 90.9569°V